# La Haute-Maison
La Haute-Maison är en kommun i departementet Seine-et-Marne i regionen Île-de-France i norra Frankrike. Kommunen ligger i kantonen Crécy-la-Chapelle som tillhör arrondissementet Meaux. År 2022 hade La Haute-Maison 342 invånare.

## Befolkningsutveckling
Antalet invånare i kommunen La Haute-Maison
| Referens: INSEE |